# دریاچه ایشیک‌لی
دریاچه ایشیک‌لی (ترکی استانبولی: Işıklı Gölü) یک دریاچه در استان دنیزلی کشور ترکیه است.